# یوکابا
یوکابا (به لاتین: Uacaba) یک منطقهٔ مسکونی در گینه بیسائو است که در Gabú Region واقع شده‌است.